# Станчешти (Прахова)
Станчешти (рум. Stăncești) насеље је у Румунији у округу Прахова у општини Таргшору Веки. Oпштина се налази на надморској висини од 160 m.

## Становништво
Према подацима из 2002. године у насељу је живело 844 становника, од којих су сви румунске националности.